# 伊斯蘭教神學
伊斯蘭教神學（阿拉伯語：عقيدة，Aqīdah，複數形態：阿拉伯語：，ʿaqā'id），或直接音譯作阿奇達，伊斯蘭研究的一個分支，用來描述伊斯蘭教信仰的學科。aqidah 的字根來自於閃米語字根"`A-Q-D"，意思是領帶，或結。在阿拉伯文中，任何宗教信仰體系，或是信條，都可以被稱為一是種aqidah。但是這個術語通常被用來描述，伊斯蘭教歷史與伊斯蘭信仰中，被伊斯蘭教徒（穆斯林）所確信的東西。穆斯林將他們的信仰歸結為伊瑪尼。

## 伊瑪尼
伊瑪尼漢譯為六大信條（arkān al-īmān），又稱六正信，简称六信，又稱六聖條，是伊斯蘭教教義中的六個基本信仰準則。《古兰经》 (4：136)将宗教信仰明确地概括为五项基本信条，即“信道的人们啊！你们当确信真主和使者，以及他所降示给使者的经典，和他以前所降示的经典。谁不信真主、天神、经典、使者、末日，谁确已深入迷误了”。而根据《古兰经》及《圣训》中的文句，又可增加第六项“信前定”。但什葉派只相信《古蘭經》 (4：136)提出的「五大信條」，不相信第六條前定。

### 内容

#### 信真主
或称信安拉，即“正信”，伊斯蘭教為嚴格的一位神論，信仰安拉為宇宙万物的创造者和恩养者，是最高的实在和唯一的真宰，“除祂外，绝无应受崇拜者”。在“伊玛尼”的内涵中，安拉居于最高的地位。《古兰经》中明确称颂安拉是独一的、无始的、最崇高的、实在的主，是创造、主宰并超绝万物的主，是全知全能的主。

#### 信天使
或稱信天神。相信天使是安拉用光所创造的妙体，纯洁无邪，为人眼所不见，分布天地之间，无性别，无神性，数目繁多而各司其職。穆斯林只需承认其存在和作用，不得祈祷与膜拜。

#### 信經典
或称信經書。穆斯林相信真主曾有天啟过104部经典，包括猶太人的《討拉特》（《希伯來聖經》）與基督徒的《引支勒》（
《四福音》）等，但《古蘭經》才是唯一值得信仰的真經。在穆斯林眼中，之前的经典有的已灰飛煙滅，有的已被宗教狂熱的信眾或者心懷不軌的神棍偽造文句、杜撰情節。《古兰经》是真主最新與最後的神示，非但要確証前典，還要澄清那些人為的歪篡，所以真主以《古兰经》取代了以前的任何经典，也不會再有新的經典了。《古兰经》是屬於聖言，是凡夫俗子绝无能力创造的絕妙好辭。《古兰经》本文，从语言、书法到复制，同“天经原本”的原形完全一致，是真主存在的世间表证。

#### 信先知
或称信使者。先知是安拉在不同历史时期向不同民族所派遣的人間代理人，负有传递启示、指引正道的使命（尔撒亦為其中之一，即基督宗教的耶穌基督）。穆罕默德是所有先知中的最后一位，是众先知的“封印”，因此也是最重要的一位先知。穆罕默德同众先知一样，只是一个正義而獲得神嘉許的凡夫俗子，並非神，他只在人间为安拉“报喜信”，“传警告”，他的唯一奇迹是《古兰经》的绝妙性。

#### 信末日
或称信來世。相信人类需经历今世与后世，终有一天世界末日将会来临。今世是短暫，來世是永恒的。安拉告诫人类：“其实，后世是更好的，是更长久的”。伊斯兰教提倡两世兼顾，号召穆斯林既要在现世努力创造美满生活，亦应以多做善功未来的后世归宿创造条件。在世界末日，安拉将复活人类，按照功过簿来对每個人现世的信仰和行为进行清算，并作出審判给以奖惩，依其善恶决定進往天國或火獄。《古兰经》以大量节文具体地表述了末日的景象，天园与火狱的情景，以激励人们认主独一，坚定信仰，行善戒恶。

#### 信前定
或称信預定、信定然。相信万事万物乃至善恶都是由真主預定，人的自由意志不能违抗。《古兰经》指出：安拉“预定万物”，“已注定各人的寿限”。故多数经注学家认为，“前定”应包含在基本信仰之中，成为正信中的第六條。「前定論」非绝对的宿命论，也非绝对的人定论。安拉是萬物的创造者，人类是自己行为的营谋者，可以运用理智判断善恶，自由选择信仰。也因此，每个人对自己行为，雖說是「顺天」而行，但人類還是必須修身行善，因為要自负其責。